# Tom & Thomas
Tom & Thomas ist ein niederländisch-englischer Film aus dem Jahr 2002. Regie führte  Esmé Lammers, die zusammen mit Hans Kuyper auch die Buchvorlage schrieb.

## Handlung
Die fast neun Jahre alten Jungen Tom und Thomas wachsen in gänzlich unterschiedlichen Umgebungen auf. Ohne einander je kennen gelernt zu haben, sind sie sich doch der Existenz des jeweils anderen stets bewusst.
Thomas Sheppard lebt mit seinem Adoptivvater Paul in einer Art Atelierwohnung und hat scheinbar alles, was sich ein Junge seines Alters nur wünschen kann: ein eigenes Zimmer, jede Menge Spielzeug, Computer, Fahrrad. Doch das materielle Glück wird vom kürzlichen Tod der Mutter überschattet. So liegt die Schlussfolgerung nahe, dass der äußerst realistische Albtraum, den Thomas eines Nachts in der Vorweihnachtszeit hat, auf diesen Verlust zurückzuführen sei. Thomas träumt von „Tom“, der Zeuge einer Kindesentführung aus einer Art Kinderheim wird und schließlich von einem scharfen Hund durch verschneite Gassen gejagt wird. Unter diesem Eindruck wacht Thomas auf und sucht mitsamt seiner Steppdecke Zuflucht im Hauptzimmer der Atelierwohnung, wo der Vater immer noch an einem seiner großformatigen Bilder malt, einem Bildnis seiner 1999 verstorbenen Frau. Thomas erzählt seinem Vater von dem Traum. Sheppard versucht seinen Sohn zu beruhigen und erinnert ihn daran, dass „Tom“ ja nur ein Alter Ego seiner Träume, ein Produkt seiner lebhaften Fantasie sei.
Mit ihrer neuen Nachbarin, der Pilotin Celia Scofielt, verstehen sich die beiden auf Anhieb ausgesprochen gut, Thomas lädt sie für den Folgetag zu seinem Geburtstagsfrühstück ein. Es ist sein ersehnter neunter Geburtstag, und mit seinem Adoptivvater besucht der weltraum- und flugbegeisterte Thomas das Londoner Wissenschaftsmuseum. Dort jedoch entdeckt er in einer großen Spiegelwand sein Ebenbild. Wie sich kurz darauf herausstellt, handelt es sich um seinen Zwillingsbruder Tom. Dieser ist auf der Flucht vor Kinderschmugglern und daher aus dem Jungenheim, in dem er zuvor wohnte, davongelaufen. Thomas’ Traum hatte also tatsächlich der Wahrheit entsprochen, es war seinem Bruder so zugestoßen. Bei seinem Versuch, das Waisenhaus, in dem er aufgewachsen war, heimlich zu verlassen, wurde Tom, leider nicht unerkannt, Zeuge einer Kindesentführung. Thomas und Tom beschließen, beisammen zu bleiben, und Tom begleitet Thomas nach Hause.
In der Schule tauschen sie unbemerkt die Rollen, und Tom (der sich u. a. aufgrund des Drills im Heim gut mit Geografie auskennt), schreibt für Thomas sehr erfolgreich einen Test mit. Der besorgte Vater, dem das Jugendamt schon nahegelegt hatte, aufgrund der überschäumenden Fantasie und der absackenden Noten seines Sohnes diesen eventuell in ein Internat zu schicken, kann der Betreuerin erleichtert das positive Ergebnis des Tests am Telefon durchgeben. Stolz holt er seinen Sohn mit dem alten Bus von der Schule ab, doch ins Auto steigt Tom, während sich Thomas mit dem Fahrrad auf den Heimweg macht. Dabei wird er von einem der Kinderschmuggler entdeckt und verfolgt, schließlich aber nicht von diesem, sondern von der Polizei aufgegriffen und im Kinderheim abgeliefert. Dort wird er natürlich von allen Anwesenden für den ausgebüxten Tom gehalten.
Heimleiter Bancroft entscheidet, „Tom“ solle im Flugzeug das Land verlassen und zu Adoptiveltern in Afrika gebracht werden, wo für gesunde europäische Kinder ein Vermögen bezahlt werde. Thomas wird betäubt und in das Flugzeug verfrachtet, während Tom alles nur Erdenkliche unternimmt, um seinen Bruder zu befreien. Als der Versuch scheinbar scheitert, Paul Sheppard von der Entführung und der Tatsache zu überzeugen, dass es zwei Jungen gibt, schleicht sich Tom an Bord des Flugzeugs und fliegt als blinder Passagier mit. Zu Beginn des Fluges hört man sein panisches Klopfen, bei einer Kontrolle durch einen der Flugbegleiter sind sie schließlich jedoch nicht mehr vernehmbar. Die Pilotin, zufällig Celia, ist dadurch nicht weniger beunruhigt (inzwischen sei es schließlich −24 °C kalt) und steuert den Londoner Startflughafen erneut an -- trotz der Bedenken ihres Copiloten, sie riskiere mit dieser Entscheidung ihren Job, sollte sich doch kein blinder Passagier an Bord befinden.
Paul Sheppard ist in der Zwischenzeit am Flughafen eingetroffen, ebenso die von ihm verständigte Polizei. Letztlich hatte er sich doch von der Existenz des Zwillings überzeugen lassen, nicht zuletzt dank einer Sachbearbeiterin des Jugendamtes, die zufällig zeitgleich beide Akten zu sehen bekam und erkannte, dass sich die beigehefteten Kinderfotos wie ein Ei dem anderen glichen. Außerdem kam ihr bereits bedenklich vor, wie viele Kinder angeblich in den letzten Jahren aus diesem Heim davongelaufen waren.
In der Schlussszene sitzt Paul mit den Jungen auf einer Parkbank sitzt und erzählt ihnen von einem Brief ihrer Mutter, den diese gleich nach der Geburt verfasst habe und der im Heim bei den Sachen gelegen habe, die neun Jahre zuvor gemeinsam mit dem neugeborenen Tom aufgefunden worden waren. Aus dem Brief geht hervor, dass sich ihre Mutter außer Stande gesehen habe, für die Zwillinge zu sorgen, und sie deshalb auf den Treppenstufen eines Krankenhauses abgelegt habe. Noch bevor sie dort allerdings vom Klinikpersonal gefunden werden konnten, war einer der Jungen von einer Unbekannten mitgenommen worden und wurde später von Paul Sheppard und seiner Frau adoptiert. Das auf den Stufen verbleibende Kind kam in ein Waisenhaus und wurde auch in den folgenden Jahren nicht adoptiert. Als Paul seine Erzählung beendet, nähert sich die Pilotin Celia auf ihrem Motorradgespann, die Jungen klettern in den Beiwagen und Paul auf die Rückbank. Gemeinsam fahren sie davon.

## Kritik
„Vergnüglich-verwickelte Familienunterhaltung, die variantenreich das Zwillings-/Doppelgängermotiv nutzt, um nach einiger Aufregung in eine Familienzusammenführung einzumünden.“

## Auszeichnungen
- 2002 für Esmé Lammers beim Internationalen Chicago Kinderfilmfestival den Children’s Jury Award